# Giuseppe Galasso
Pour les articles homonymes, voir Galasso.
Giuseppe Galasso (né à Naples le 19 novembre 1929  et mort à Pouzzoles le 12 février 2018) est un historien et homme politique Italien qui a été membre de la Chambre des Députés de 1983 à 1994.

## Biographie
Giuseppe Galasso, né à Naples le 19 novembre 1929, est historien politique et journaliste (il a collaboré au Il Mattino de Naples, au Corriere della Sera, à La Stampa et L'Espresso) et professeur d'université italien. À partir de 1980, il fut président de la Société napolitaine d'Histoire de la Patrie et membre du conseil scientifique de la Scuola Superiore di Studi Storici di San Marino. Il a été président de la Biennale de Venise de décembre 1978 à mars 1983 et de la Société Européenne de la Culture de 1982 à 1988. À partir de 1977, il est membre de l'Accademia dei Lincei.
Il a été "professeur émérite de l’Université de Naples, homme politique et l’un des historiens les plus remarquables du Mezzogiorno".
Il est à l'origine de nombreuses publications, dont beaucoup se concentrent sur l'histoire du sud de l'Italie. Il a été député de la République et sous-secrétaire du ministère du patrimoine culturel de 1983 à 1987 pendant le gouvernement Craxi.
Il était professeur d'histoire moderne à l'université Sœur Orsola Benincasa de Naples.
Giuseppe Galasso est mort à Pouzzoles, près de Naples, le 12 février 2018 à l'âge de 88 ans.